# Parafia św. Michała Archanioła w Bydgoszczy
Parafia świętego Michała Archanioła w Bydgoszczy – parafia greckokatolicka w Bydgoszczy. 
Parafia należy do eparchii wrocławsko-koszalińskiej i znajduje się na terenie protoprezbiteratu (dekanatu) poznańskiego.

## Świątynia parafialna
Nabożeństwa odbywają się przy ul. Leona Wyczółkowskiego 8.